# Marco Fabián
Marco Fabián, född den 21 juli 1989 i Guadalajara, Mexiko, är en mexikansk fotbollsspelare som spelar för Al-Sadd i Qatar. Han har tidigare spelat för Club Deportivo Guadalajara, Eintracht Frankfurt och Philadelphia Union.
Fabián var med och tog OS-guld i herrfotbollsturneringen vid de olympiska fotbollsturneringarna 2012 i London.